# 鳥居忠博

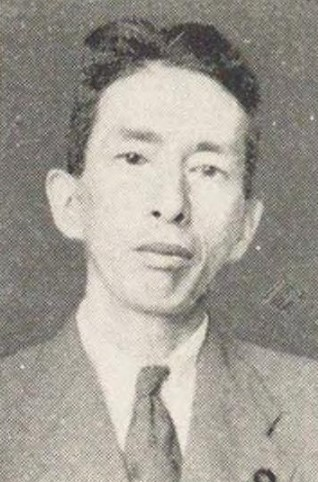
鳥居忠博

鳥居 忠博（とりい ただひろ、1897年（明治30年）11月28日 - 1976年（昭和51年）3月25日）は、大正から昭和期の実業家・政治家・華族。貴族院子爵議員。

## 経歴
旧壬生藩主、子爵・鳥居忠文の五男として生まれ、長兄鳥居忠一が京王線に衝突した自動車事故で死去したことで、1939年（昭和14年）2月15日、子爵を襲爵した。
学習院を経て、1923年（大正12年）東京帝国大学経済学部を卒業。三井物産に入社。三洞運輸監査役などを務めた。
1946年（昭和21年）8月22日、貴族院子爵議員補欠選挙で当選し、研究会に属して活動し1947年5月2日の貴族院廃止まで在任した。

## 親族
- 母 嶺子（藪実方二女）[1][4]
- 先妻 小松（本田親済長女、離縁）[1]
- 後妻 福子（よしこ、菊亭公長長女）・菊（和田連治郎三女）[1]
- 養子 信通（鷹司信熙三男、離縁）[1]
- 養子 明（菊養子、川島米太郎四男）[1]